# Tubaphis clematophila
Tubaphis clematophila är en insektsart. Tubaphis clematophila ingår i släktet Tubaphis och familjen långrörsbladlöss. Inga underarter finns listade i Catalogue of Life.